# Tallskär
Tallskär, finska: Mäntykari, är en ö i Finland. Den ligger i Finska viken och i kommunen Helsingfors i landskapet Nyland, i den södra delen av landet. Ön ligger nära Helsingfors.
Öns area är 3,1 hektar och dess största längd är 250 meter i sydöst-nordvästlig riktning.